# Distretto di Adrar
Il distretto di Adrar è un distretto della provincia di Adrar, in Algeria. Prende il nome dal suo capoluogo, Adrar

## Comuni
Il Distretto di Adrar comprende 3 comuni:
- Adrar
- Bouda
- Ouled Ahmed Tammi